# Polyèdre isoédrique

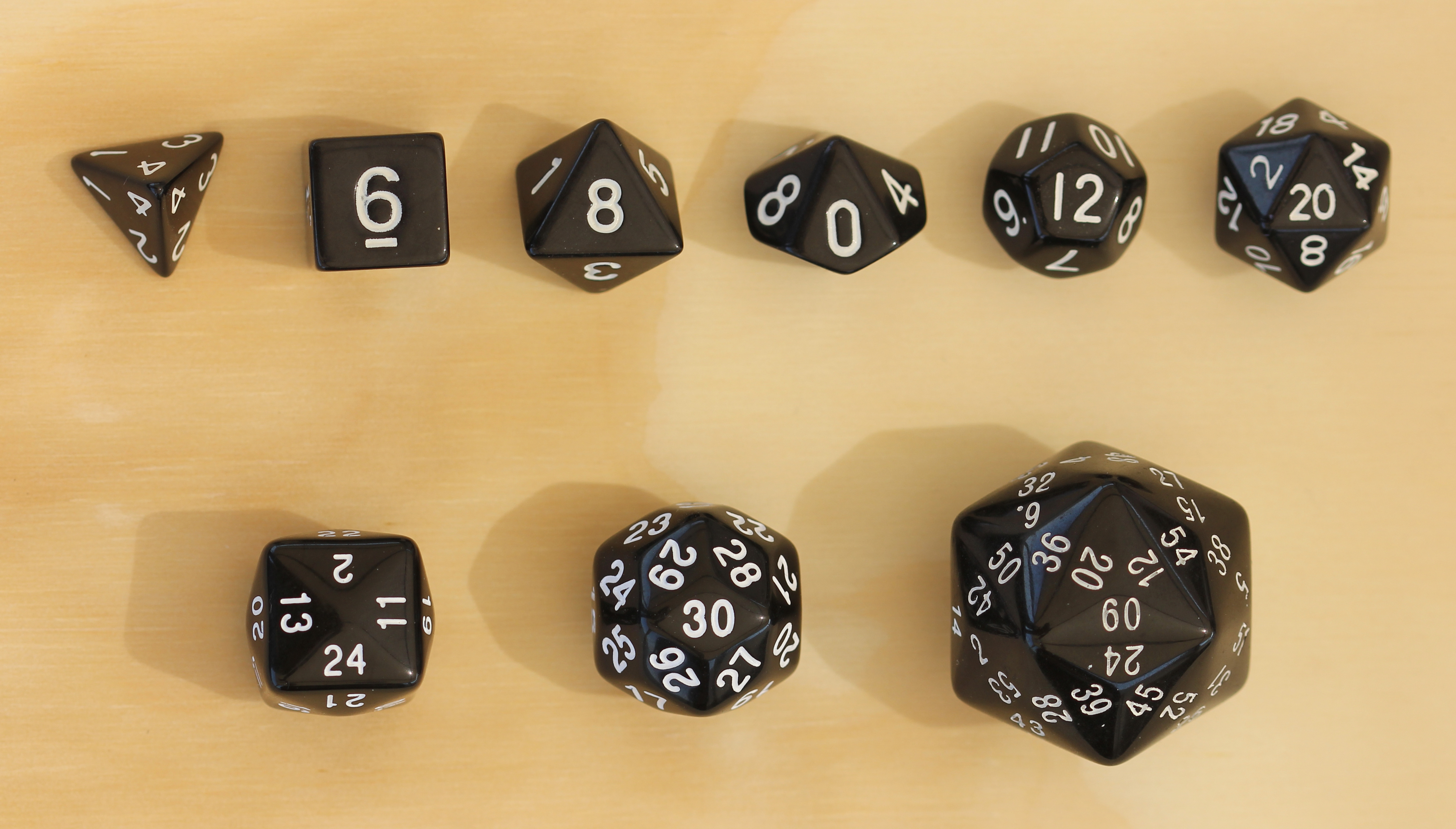
Un jeu de dés isoédriques

En géométrie, un polytope de dimension 3 (un polyèdre) ou plus est dit isoédrique lorsque ses faces sont identiques. Plus précisément, toutes les faces ne doivent pas être simplement isométriques, mais doivent être transitives, c'est-à-dire qu'elles doivent se trouver dans la même orbite de symétrie. En d'autres termes, pour toutes les faces A et B, il doit y avoir une symétrie de l'ensemble du solide par rotations et réflexions qui envoie A sur B. Par exemple, les polyèdres isoédriques convexes fournissent des dés équitables.
Les polyèdres isoédriques sont appelés isoèdres. Ils peuvent être décrits par la configuration des faces. Un isoèdre à sommets réguliers est également transitive pour les arêtes (isotoxale) et est dite dualement quasirégulière. Un isoèdre a un nombre pair de faces.
Un polyèdre isoédrique a un polyèdre dual qui est isogonal, c'est-à-dire à sommets transitifs. Les solides  de Catalan, les bipyramides et les trapézoèdres sont tous isoédriques. Ce sont les duaux des solides d'Archimède isogonaux, des prismes et des antiprismes, respectivement. Les solides de Platon, qui sont soit auto-duaux, soit doubles avec un autre solide de Platon, sont isogonaux, isotoxaux et isoédriques. Un polyèdre isoédrique et isogonal est dit noble (en).
Tous les isozonoèdres ne sont pas isoèdres. Exemple : un icosaèdre rhombique est un isozonoèdre non isoèdrique.

## Exemples
| Convexe                                                                              | Convexe                        | Convexe | Concave                      |
| ------------------------------------------------------------------------------------ | ------------------------------ | --- | ---------------------------- |
| La bipyramide hexagonale, V4.4.6 est un exemple non régulier de polyèdre isoédrique. | Le pavage du Caire, V3.3.4.3.4 | Le nid d'abeilles dodécaédrique rhombique est un exemple de nid d'abeilles isoédrique (et isochore) remplissant l'espace. | Carrelage carré topologique. |

## Classes d'isoèdres par symétrie
| Faces | config. des faces   | Classe     | Nom                                                            | Symmétrie                                                            | Ordre     | Convexe                    | Coplanaire | Non convexe |
| ----- | ------------------- | ---------- | -------------------------------------------------------------- | -------------------------------------------------------------------- | --------- | -------------------------- | ---------- | ----------- |
| 4     | V33                 | Platonique | tétraèdre tétraèdre équiface disphénoïde rhombique             | Td, [3,3], (*332) D2d, [2+,2], (2*) D2, [2,2]+, (222)                | 24 4      | Tetrahedron                |            |             |
| 6     | V34                 | Platonique | cube Trapézoèdre trigonal Trapézoèdre trigonal asymétrique     | Oh, [4,3], (*432) D3d, [2+,6] (2*3) D3 [2,3]+, (223)                 | 48 12 6   | Cube                       |            |             |
| 8     | V43                 | Platonique | octaère bipyramide carré bipyramide rhombique scalénoère carré | Oh, [4,3], (*432) D4h,[2,4],(*224) D2h,[2,2],(*222) D2d,[2+,4],(2*2) | 48 16 8   | Octahedron                 |            |             |
| 12    | V35                 | Platonique | dodécaère régulier pyritoère tétartoide                        | Ih, [5,3], (*532) Th, [3+,4], (3*2) T, [3,3]+, (*332)                | 120 24 12 | Dodecahedron               |            |             |
| 20    | V53                 | Platonique | isocaère régulier                                              | Ih, [5,3], (*532)                                                    | 120       |                            |            |             |
| 12    | V3.62               | Catalan    | triakitétraèdre                                                | Td, [3,3], (*332)                                                    | 24        |                            |            |             |
| 12    | V(3.4)2             | Catalan    | dodécaèdre rhombique dodécaère trapézoidal                     | Oh, [4,3], (*432) Td, [3,3], (*332)                                  | 48 24     | Rhombic dodecahedron       |            |             |
| 24    | V3.82               | Catalan    | triakioctaèdre                                                 | Oh, [4,3], (*432)                                                    | 48        |                            |            |             |
| 24    | V4.62               | Catalan    | tétrakihexaèdre                                                | Oh, [4,3], (*432)                                                    | 48        | Tetrakis hexahedron        |            |             |
| 24    | V3.43               | Catalan    | icositétraèdre trapézoïdal                                     | Oh, [4,3], (*432)                                                    | 48        | Deltoidal icositetrahedron |            |             |
| 48    | V4.6.8              | Catalan    | hexakioctaèdre                                                 | Oh, [4,3], (*432)                                                    | 48        |                            |            |             |
| 24    | V34.4               | Catalan    | icositétraèdre pentagonal                                      | O, [4,3]+, (432)                                                     | 24        |                            |            |             |
| 30    | V(3.5)2             | Catalan    | triacontaèdre rhombique                                        | Ih, [5,3], (*532)                                                    | 120       |                            |            |             |
| 60    | V3.102              | Catalan    | triaki-icosaèdre                                               | Ih, [5,3], (*532)                                                    | 120       |                            |            |             |
| 60    | V5.62               | Catalan    | pentakidodécaèdre                                              | Ih, [5,3], (*532)                                                    | 120       |                            |            |             |
| 60    | V3.4.5.4            | Catalan    | hexacontaèdre trapézoïdal                                      | Ih, [5,3], (*532)                                                    | 120       |                            |            |             |
| 120   | V4.6.10             | Catalan    | hexaki-icosaèdre                                               | Ih, [5,3], (*532)                                                    | 120       |                            |            |             |
| 60    | V34.5               | Catalan    | hexacontaèdre pentagonal                                       | I, [5,3]+, (532)                                                     | 60        |                            |            |             |
| 2n    | V33.n               | Polaire    | antidiamant antidiamant asymétrique                            | Dnd, [2+,2n], (2*n) Dn, [2,n]+, (22n)                                | 4n 2n     |                            |            |             |
| 2n 4n | V42.n V42.2n V42.2n | Polaire    | bipyramide n-régulière 2n-bipyramide isotoxal 2n-scalénoère    | Dnh, [2,n], (*22n) Dnh, [2,n], (*22n) Dnd, [2+,2n], (2*n)            | 4n        |                            |            |             |

## Termes connexes
Une figure est isochore est un n-polytope (n > 3) ou un nid d'abeilles dont les cellules sont congruentes et transitives les unes avec les autres. En 4 dimensions, les polytopes isochores ont été dénombrés jusqu'à 20 cellules.
Une figure isotopiques est un polytope à n dimensions ou un nid d'abeilles, avec ses facettes ((n−1)- faces) congruentes et transitives. Le dual d'un isotope est un polytope isogonal.